# Ivan A. Alexandre
 (janvier 2017).
Si vous disposez d'ouvrages ou d'articles de référence ou si vous connaissez des sites web de qualité traitant du thème abordé ici, merci de compléter l'article en donnant les références utiles à sa vérifiabilité et en les liant à la section « Notes et références ».
Ivan A. Alexandre, né à Paris le 6 août 1960, est un auteur, metteur en scène et journaliste français.

## Biographie
Après ses études de musique et musicologie à la Sorbonne, Ivan A. Alexandre se tourne vers la presse et publie en 1980 son premier article dans le mensuel Diapason, journal dont il devient par la suite éditorialiste.  
En 1990, il entre au Nouvel Observateur. On lui doit par ailleurs de nombreuses études parues dans le périodique L'Avant-scène opéra (opéras de Lully, Jean-Philippe Rameau, Henry Purcell et Georg Friedrich Haendel), mais aussi dans plusieurs numéros spéciaux de Télérama (les opéras de Haendel ; Tintin et la musique) et des revues politiques telles que Le Débat ou Commentaire. 
Il a contribué à divers ouvrages (Opéras, Guide des opéras de Verdi, Encyclopædia Universalis…), dirigé le Guide de la musique ancienne et baroque paru en 1992 dans la collection Bouquins (Robert Laffont) et produit de nombreuses émissions sur France Musique et Radio Classique.    
Parallèlement, il écrit pour le théâtre et publie dès 1981 quelques vers dans les revues Vagabondages et Backstage.    
Parmi ses travaux partagés avec différents musiciens il faut mentionner l'adaptation des Sept dernières paroles du Christ de Haydn (Jordi Savall, Ambronay, 1990), celles de La Flûte enchantée de Mozart (Jean-Christophe Spinosi, Théâtre des Champs-Élysées, 2006) et de L'Enlèvement au Sérail (Julien Chauvin, même théâtre 2023), les sept poèmes de Jurassic Trip (Guillaume Connesson, 2000), les dialogues de To be or not to be (Vincent Dumestre, Opéra de Rouen 2016, Cité de la Musique [Paris] 2017 ) ainsi que plusieurs livrets mis en musique par le compositeur Edouard Lacamp : Hécatombe, 1996 ; Le Joueur de flûte, 1998, Agence Orient-Midi, 1999, Nos vacances, 2002 et Marianne, opéra créé le 13 mai 2003 à Saint-Étienne.   
Depuis 2017, il dirige l'Académie de la voix au sein de la Fondation des Treilles.   

## Mise en scène
Au printemps 2007 à Buenos Aires il met en scène Rodelinda, opéra de Haendel représenté pour la première fois en Amérique du Sud.
Au mois de mars 2009, il monte le premier opéra de Rameau, Hippolyte et Aricie au Capitole de Toulouse, spectacle adapté en juin 2012 pour l'Opéra de Paris.
En avril 2011, il met en scène Le Cid de Corneille  au Théâtre Polonais de Varsovie. 
En janvier 2014, il met en scène Orfeo ed Euridice de Gluck aux festivals de Salzbourg (Mozartwoche) et de Brême, ainsi qu'à la MC2 de Grenoble puis aux Opéras de Nancy (2016) et Massy (2019).
En décembre 2014, il présente à l'Opéra Comique (Paris) une nouvelle traduction française (par Pascal Paul-Harang) de l'opérette de Johann Strauss II, La Chauve-souris.
En 2016, il met en scène Armide de Christoph Willibald Gluck au Staatsoper de Vienne. 
En 2015, Le nozze di Figaro inaugure un cycle Mozart-Da Ponte au festival de Drottningholm (Suède), repris à l'Opéra Royal de Versailles (2016).
Cycle que continuent Don Giovanni l'été 2016 puis Così fan tutte en 2017. Reportée pour cause de pandémie en 2020, la trilogie Mozart-Da Ponte présentée en trois jours gagne en 2022 le Liceu de Barcelone, le Grand Théâtre Bordeaux, le festival de Ravenna, les théâtres de Rimini et Salerno ainsi que l'Opéra Royal de Versailles. 
À la rentrée 2020, Ivan Alexandre retourne au Capitole de Toulouse pour Così fan tutte. 
En 2024, il met en scène Henry IV de Shakespeare au Théâtre Polonais de Varsovie. 
Semi staging : 
- Les Amours de Ragonde de Mouret (Orangerie de Sceaux, Opéra Royal de Versailles, Conservatoire Tchaïkovski de Moscou, Festival de Sablé - 1990 / 94).

- Il Barbiere di Siviglia de Rossini (Kanazawa - 2017)

## Distinctions
- Officier des Arts et des Lettres